# Convés

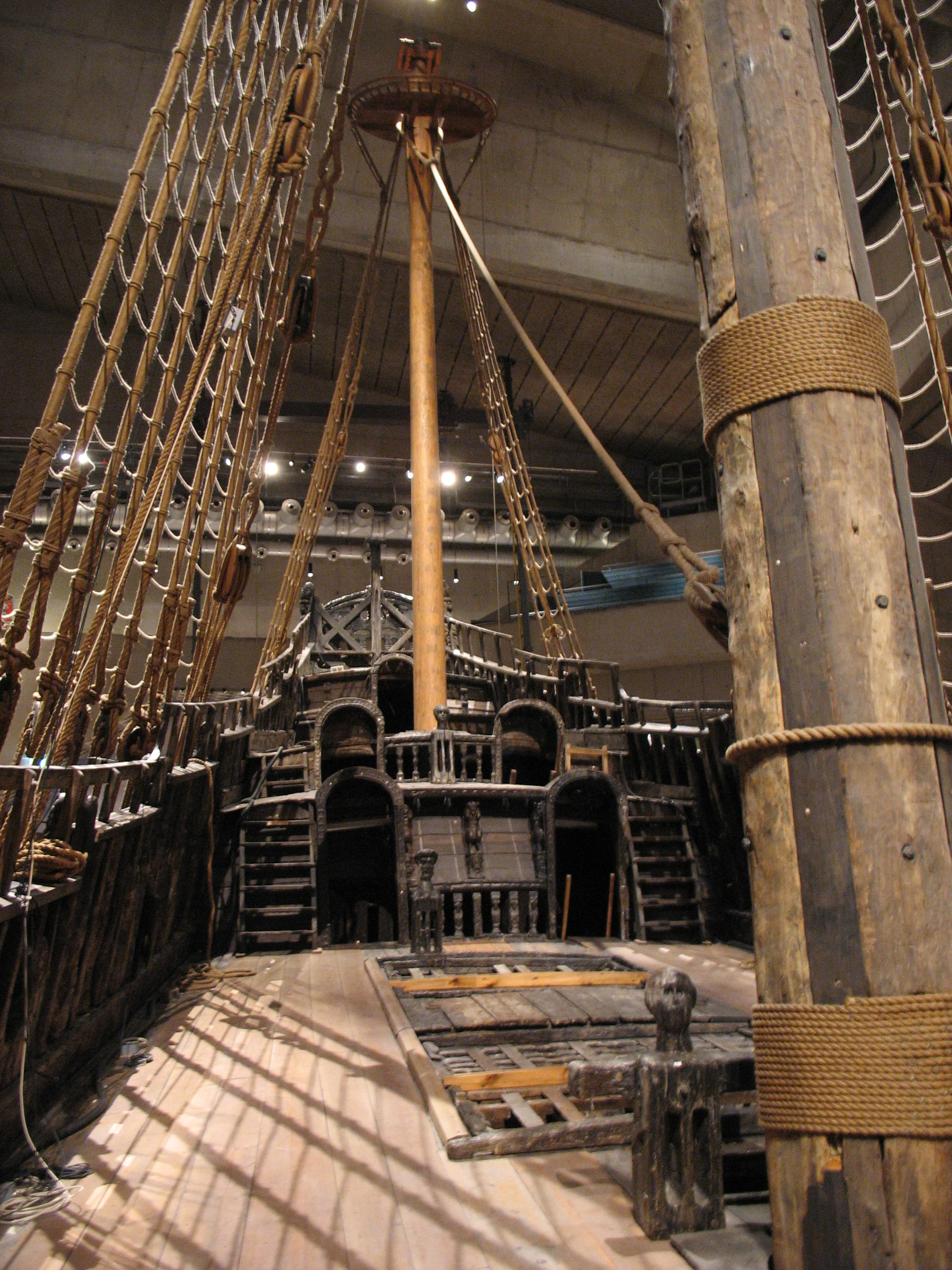
Convés do Vasa, navio sueco do século XVII.

Convés, também chamada de coberta, é a parte da cobertura superior de um navio, que está compreendida entre o mastro do traquete e o grande. Num navio, o convés principal é a estrutura horizontal que forma o "tecto" do casco, o qual à vez reforça o casco e serve como superfície principal de trabalho.
A palavra convés também é utilizada para descrever outros pisos do navio, como o convés de bateria.